# Johann Heinrich Schmelzer
Johann Heinrich Schmelzer, född 1620–1623, död mellan den 29 februari och 20 mars 1680, var en österrikisk tonsättare och violinist under barocken. Mycket lite är känt om hans tidigaste levnadsår, men han förmodas ha anlänt till Wien någon gång under 1630-talet. Schmelzer kom att förbli tonsättare och musiker vid det Habsburgska hovet under resten av sitt liv. Kejsare Leopold I förärade Schmelzer en adlig titel 1679, samt erbjöd honom tjänst som kapellmästare. Schmelzer avled kort därefter under en pestepidemi.
Schmelzer anses vara en av de mest betydande violinisterna under sin levnadstid, och utövade inflytande över yngre tonsättare av musik för violin, särskilt inom Europas tysktalande delar. En välkänd dylik är Heinrich Ignaz Franz Biber vars instrumentalmusik uppvisar tydligt släktskap med den något äldre Schmelzers verk för violin, både avseende stil, form och teknik.

## Biografi

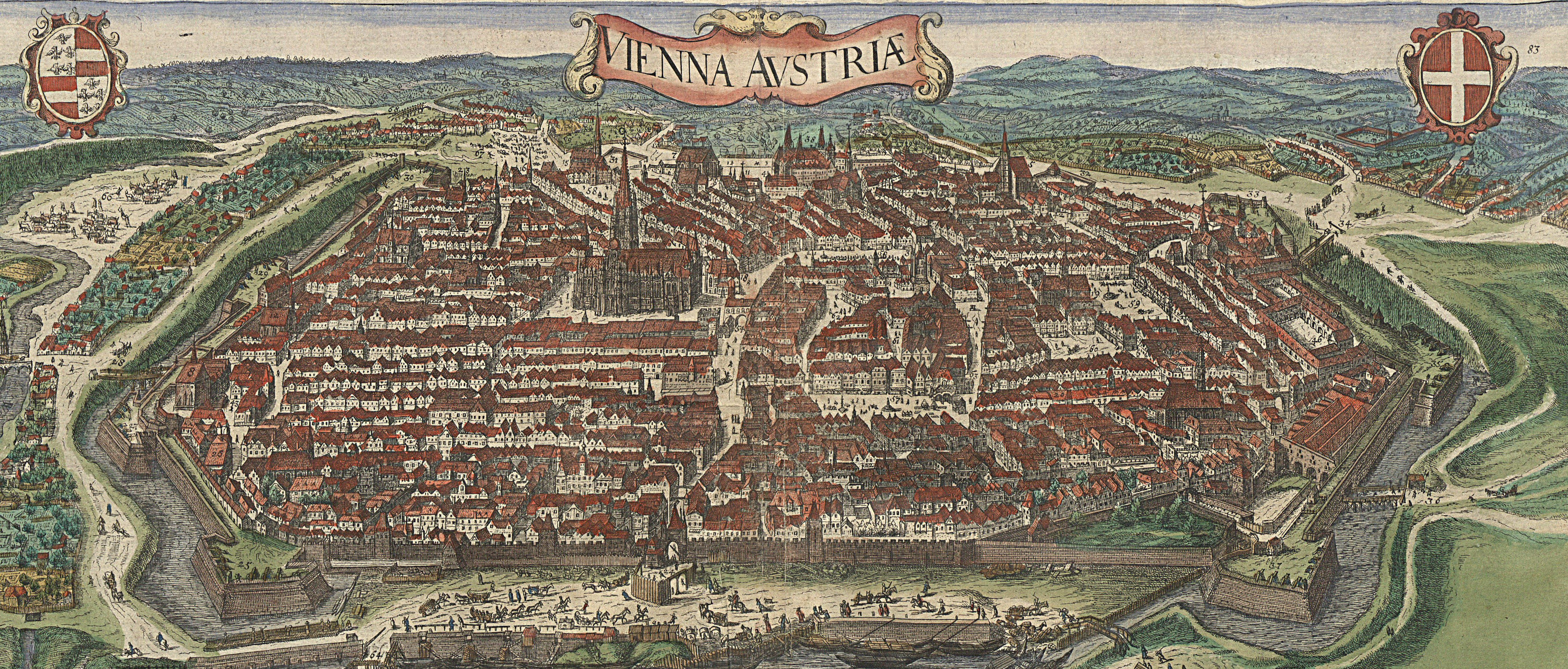
Wien 1609, illustrerad av Jacob Hoefnagel och kolorerad 1640 av Claes Jansz Visscher

Schmelzer föddes i Scheibbs, Niederösterreich. Den information om hans tidiga år som bevarats för eftervärlden återfinns till största delen i hans ansökan om adelstitel, vilken dateras till 1673. Han beskriver där sin far (Daniel) som soldat, men i hans systers vigselintyg från 1645 benämns å andra sidan fadern som bagare. Av vem Schmelzer ska ha fått sin musikutbildning är okänt, men violinisten och tonsättaren Antonio Bertali har framhållits som en trolig kandidat. Första gången han omnämns i skrift är 28 juni 1643, i samband med sitt eget giftermål, då titulerad som sinkenist i Stefansdomen. Under 1630-talet erhöll han troligen sin första anställning som hovmusiker av Ferdinand II och från och med 1637 fortsatte denna tjänstgöring under Ferdinand III:s försorg. Bland övriga musiker och tonsättare som vid denna tid arbetade vid hovet kan nämnas Johann Jacob Froberger, Giovanni Valentini samt Antonio Bertali. 1649 utnämndes Schmelzer officiellt till violinist och tonsättare vid hovet. Han fick därigenom en tämligen nära relation till Kejsare Leopold I, som själv hade tonsättarambitioner och var allmänt kulturintresserad. Schmelzers första publicerade musiktryck utkom 1659 (Duodena Selectarum Sonatarum, 12 sonater för stråkar och generalbas). En av Schmelzers söner, Andreas Anton, nådde också viss framgång som tonsättare och violinist.

## Musik

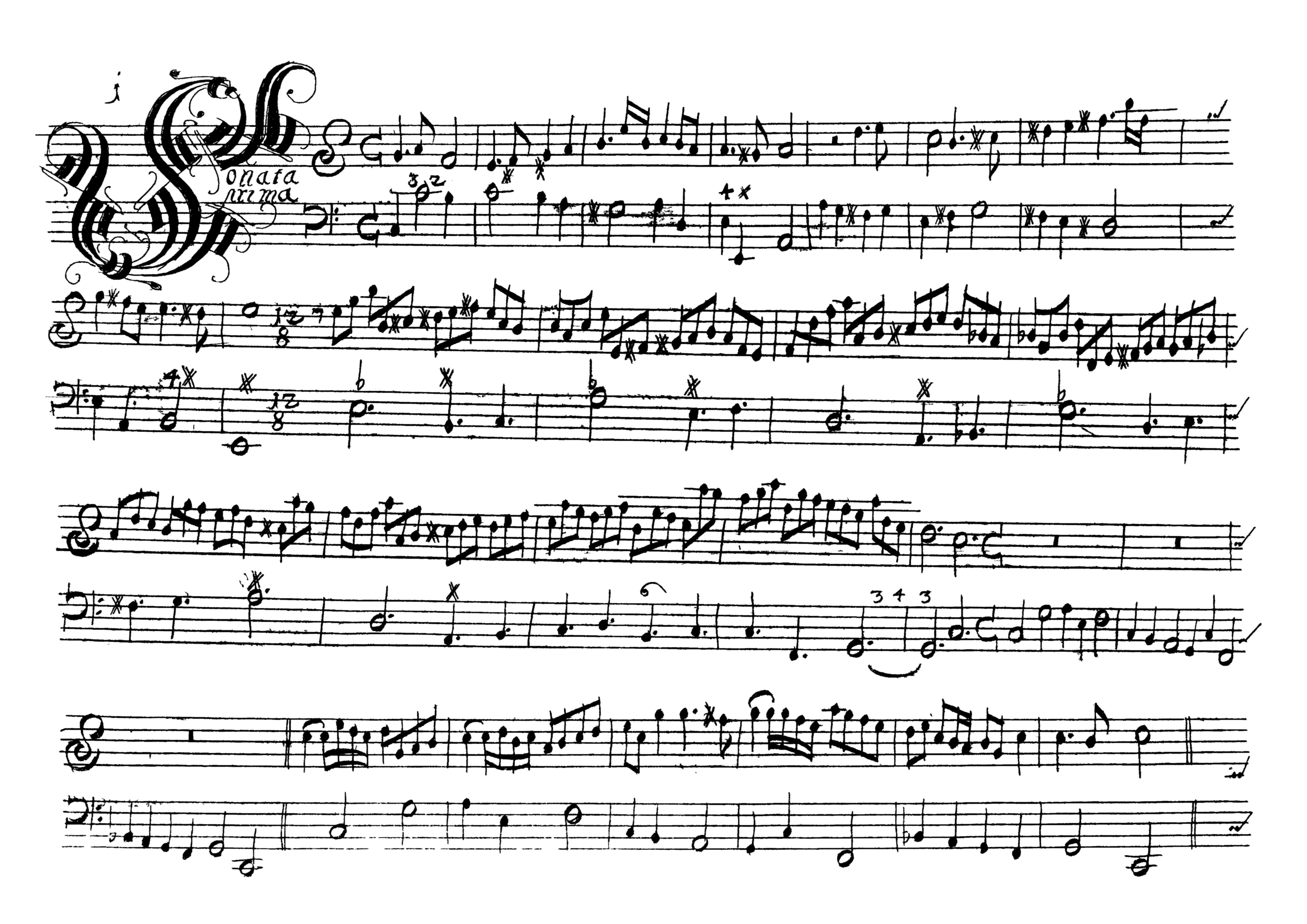
Första notsidan ur Sonatae unarum fidium, tryckt av Michael Endtner, Nürnberg 1664

Schmelzer har skrivit musik i många olika genrer men erhöll ett särskilt gott rykte som violinvirtuos och som tonsättare för detta instrument, ett fält som vid 1600-talets mitt till stor del dominerades av italienska förmågor. Detta avspeglas i det faktum att Schmelzers Sonatae unarum fidium (1664) utgjorde den första kända samling violinsonater av en tysktalande tonsättare att utkomma i tryck. Sonaterna i denna samling bygger till stor del på variationssatser, men innehåller även fugerad dialog mellan violin och generalbas. Schmelzer har även skrivit flera stycken för omstämd violin, så kallad scordatura.

## Instrumentalverk
- Lamento sopra la morte di Ferdinando III, 1657
- Duodena selactarum sonatarum, 1659
- Sacroprofanus Concentus, 1662
- Sonatae unarum fidium seu a violino solo, 1664
- Die musikalische Fechtschul, 1668
- ca 150 sviter och balettmusik

## Vokalmusik
- Ad cocentus o mortales ad triumphos - SSATTB, 2 vln, 3 vla, 2 corn, 2 clar, 4 trbn, vlne, bc
- Compieta - SATB, 2 vln, vc, corn, 2 trbn, vlne, bsn, bc:

- Cum Invocarem
- In te Domine
- Qui habitat in adjutorio
- Ecce nunc benedicite
- Te lucis ante terminum
- Nunc dimittis
- Currite, accurrite, caeli et terra - SATB, 2 vln, 3 vla, vlne, bc
- Die Stärke der Liebe (Sepolcro)- SSATT, 2 vln, bc
- Hodie lux tua, sancti fulgebit - SATB, 2 vln, 3 vla, vlne, bc
- Inquietum est cor meum - SATB, 2 vln, 2 vla, vlne, bc
- Le memorie dolorose - SSATTTBB, 2 vln, 4 vla, 2 gamba, bc
- Missa Dei patris benedicte - SSAATTBB, 5 vla, 2 clar, 3 trbn, vlne, bc
- Missa Jesu crusifixi - SSAATTBB, 2 vln, 4 vla, 2 clar, vlne, bc
- Missa Mater purissima - SATB, 3 vla, corn, 3 trbn, vlne, bc
- Missa Natalis (Kyrie & Gloria) - SSATTB, 2 vln, 2 vla, 2 clar, 4 trbn, vlne, bc
- Missa Peregrina in honorem Sancti Rochi - SATB, 3 vla, 2 corn, 3 trbn, vlne, bc
- Missa pro defunctis (Kyrie, Sanctus & Agnus) - SATB, 3 vla, bc
- Missa Sancti Joannis - SATB, 2 vln, 2 vla, 3 trbn, vlne, bc
- Missa Sancti Spiritus - SSATTB, 2 vln, 2 vla, 2 corn, 2 clar, 4 trbn, bc
- Missa Sancti Stanislai - SATB, 2 vln, 3 vla, bc
- Missa Tarde venientium in honorem Sancti Wenceslai - SATB, 2 vln, corn/trbn, vlne, bc
- Nos autem gloriari - SATB, 3 vla, vc, vlne, bc
- O Jesu summa charitas - SATB, 2 vln, 2 vla, theorbo, bc
- Sileat misericordiam tuam, o bone Jesu - SATB, vln, 3 vla, vlne, bc
- Terra triumphans jubila - SATB, 2 vln, gamba, vlne, bc
- Venito ocyus, transeamus usque
- Vesperae brivissimae de beatissimae virgine et de apostolis - SATB, 2 vln, vc, corn, 2 trbn, bsn, bc

- Dixit Dominus
- Laudate pueri
- Laetatus sum
- Nisi Dominus
- Lauda Jerusalem
- Credidi
- In convertendo
- Domine probabasti me
- Magnificat
- Vesperae solemnis pleno coro - SSAATTBB, 2 vln, 5 vla, 2 corn, 2 clar, 3 trbn, vlne, bc